# Plac marsz. Józefa Piłsudskiego (Warschau)

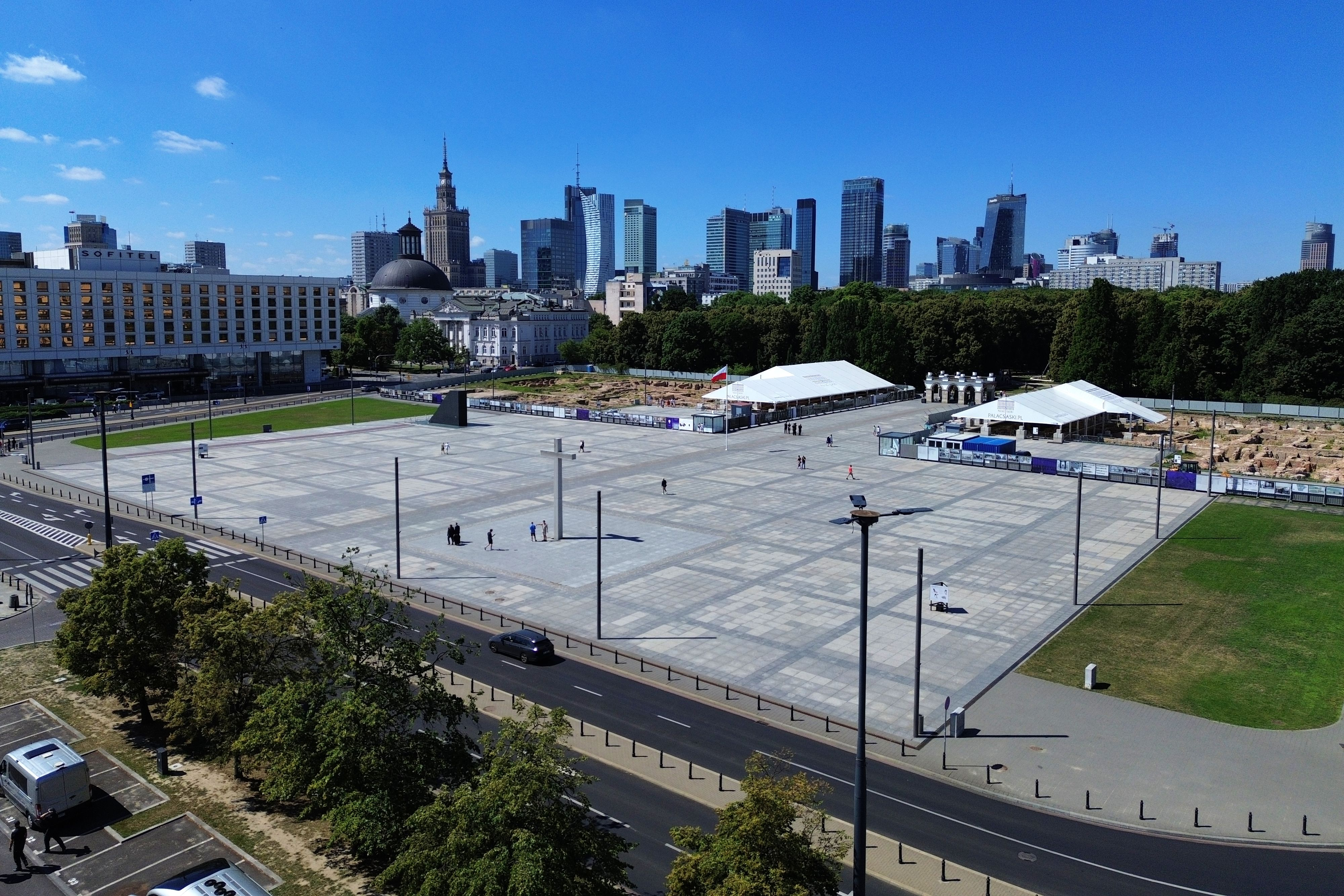
Piłsudski-Platz (2024)

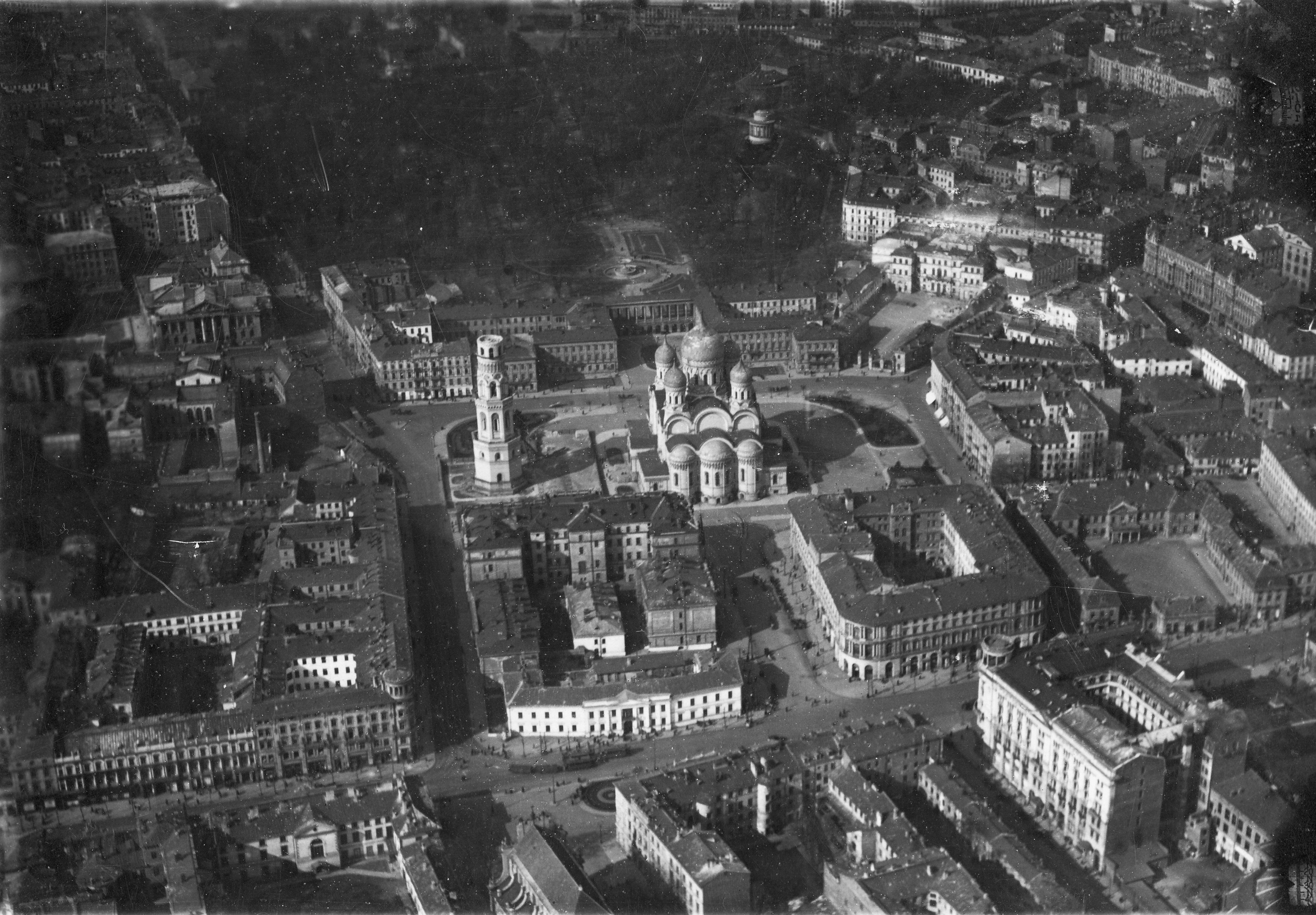
Piłsudski-Platz am Anfang der 1920er Jahre

Der Plac marsz. Józefa Piłsudskiego (dt.: Marschall-Józef-Piłsudski-Platz; seit 1814 Plac Saski – Sächsischer Platz, seit 1928 Plac Marszałka Józefa Piłsudskiego – Marschall-Józef-Piłsudski-Platz, seit 1940 Adolf-Hitler-Platz (während deutscher Besetzung), seit 1946 Plac Zwycięstwa – Siegesplatz, seit 1990 erneut Plac Marszałka Józefa Piłsudskiego – Marschall-Józef-Piłsudski-Platz) ist ein ursprünglich barocker Platz in Warschau vom Beginn des 18. Jahrhunderts. Er ist Teil der Sächsischen Achse.
An seinem Westrand befand sich bis zu seiner Zerstörung 1944 durch die deutsche Wehrmacht das Sächsische Palais. Heute befindet sich in einem Fragment der Säulenarkaden das Grabmal des unbekannten Soldaten. An der Ostseite befinden sich das Hotel Europejski sowie ein Block mit gerundeten Ecken, der aus dem Dom bez Kantów sowie der Kaserne der Warschauer Garnisonskommandantur besteht. Auf der Südseite steht seit 1976 das Hotel Victoria. An der Nordseite befand sich bis zum Krieg das Hotel Angielski, im Jahr 2003 wurde an dessen Stelle das Metropolitan-Bürogebäude von Norman Foster errichtet. Auf dem Platz befand sich von 1912 bis 1924 die russisch-orthodoxe Alexander-Newski-Kathedrale und bis zu seiner Zerstörung 1944 das Denkmal Józef Antoni Poniatowskis.
Der Platz ist nach dem polnischen Militär und Politiker Józef Piłsudski benannt.